# Corybas miscellus
Corybas miscellus är en orkidéart som beskrevs av David Lloyd Jones. Corybas miscellus ingår i släktet Corybas, och familjen orkidéer. Inga underarter finns listade i Catalogue of Life.